# Spirotropis lithocolleta
Spirotropis lithocolleta é uma espécie de gastrópode do gênero Spirotropis, pertencente a família Drilliidae.